# David Carpenter (baseball, 1987)
Pour les articles homonymes, voir David Carpenter et Carpenter.
Pour l'autre lanceur de baseball, voir David Carpenter (baseball, 1985).
David Lee Carpenter (né le 1er septembre 1987 à Arlington, Texas, États-Unis) est un lanceur droitier de la Ligue majeure de baseball. 

## Carrière
David Carpenter est d'abord repêché par les Mariners de Seattle au 49e tour de sélection en 2007 mais il ne signe pas avec le club. En 2009, il est choisi en 9e ronde par les Angels de Los Angeles et est cette fois mis sous contrat.
En avril 2012, Carpenter obtient son premier rappel du grand club lorsque le lanceur Scott Downs des Angels est blessé. Après avoir amorcé la saison à Salt Lake dans les ligues mineures, Carpenter fait ses débuts dans les majeures le 13 avril lorsqu'il lance une manche en relève face aux Yankees de New York. Après 28 parties jouées en relève en 2012, il ne qu'un autre match pour les Angels en 2013 et un dernier en 2014. En 30 parties et 43 manches lancées au total pour le club, il présente une moyenne de points mérités de 5,23 avec une victoire et deux défaites.
Il rejoint les Braves d'Atlanta le 17 janvier 2015 ; le 1er janvier précédent, le club avait échangé son autre lanceur appelé David Carpenter. Il n'effectue que 4 sorties pour Atlanta en 2015 et devient agent libre au terme de la saison.